# 古罗人

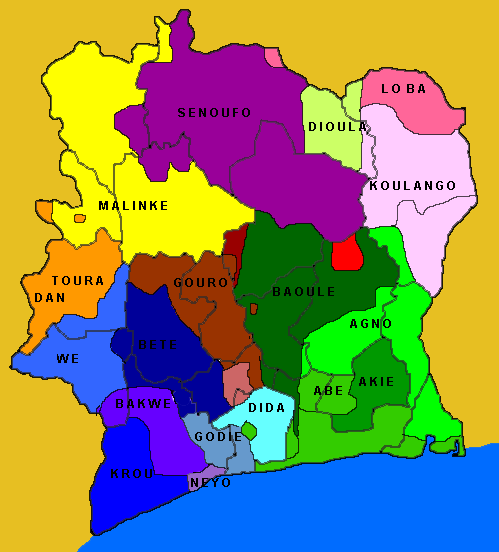
科特迪瓦民族分布图，古罗人为棕色

古罗人（Gouro）是西非的一个民族，主要居住于科特迪瓦的中西部的邦达马河流域，包括布瓦夫萊、祖埃努拉、辛夫拉、乌梅、瓦武阿、达洛亚等地。

## 语言
古罗人使用古罗语，这是一种曼德語族东南部东曼德次语支的语言。1993年使用人数为332000人。

## 文化
古罗人以其面具闻名，在古罗文化中，面具舞蹈的仪式占据十分重要的地位。面具舞蹈中会出现三位神圣的丛林神——“赞博”（Zamble）、“古”（Gu）及“昭利”（Zaouli，一译“扎武里”），古罗社会中占据崇高社会地位的大家族常常与这三位丛林神联系起来。除了这些与丛林神有关的面具舞蹈外，古罗人还有很多其他类型的面具舞蹈。古罗人的扎武里面具舞于2017年被列入了联合国教科文组织非物质文化遗产名录和优秀保护实践名册的“人类非物质文化遗产代表作名录”中。

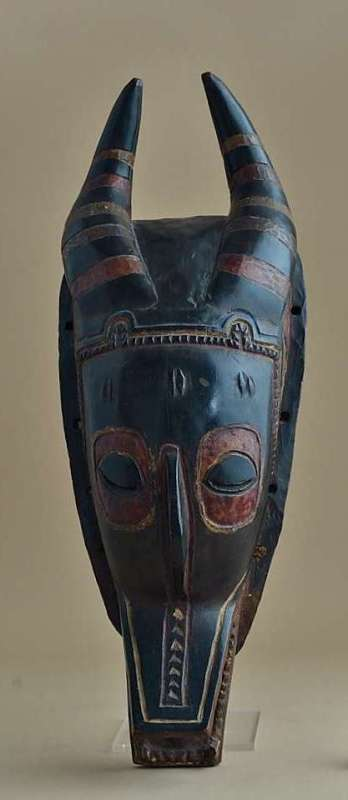
“赞博”（Zamble）面具，为羚羊角和豹颌的结合
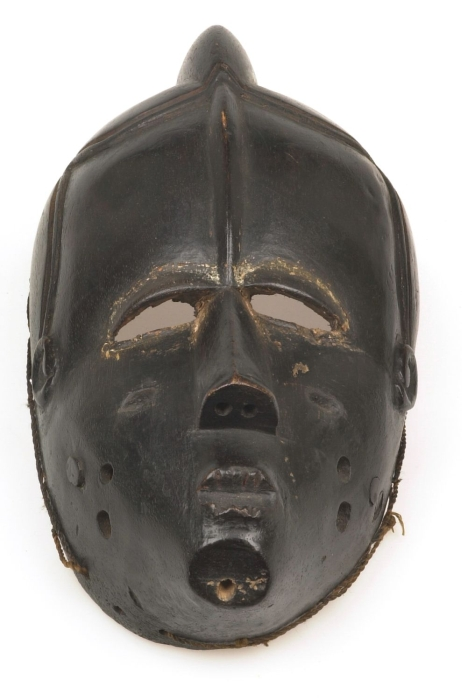
“古”（Gu）面具，她是“赞博”（Zamble）的妻子，形象为头上有角的女性面孔
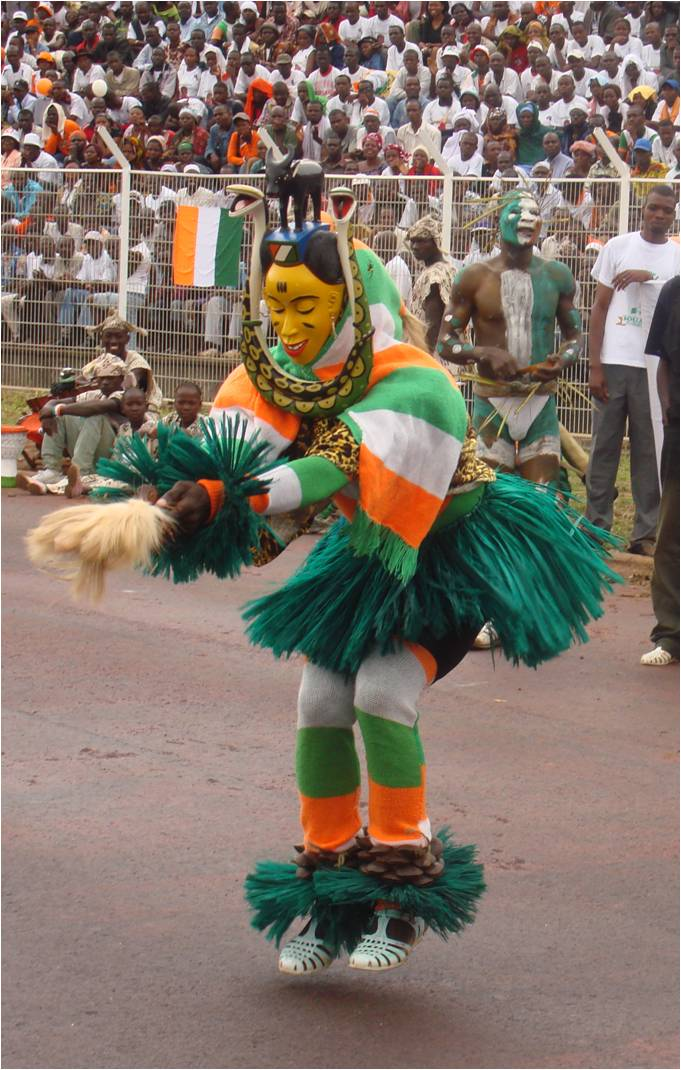
扎武里面具舞
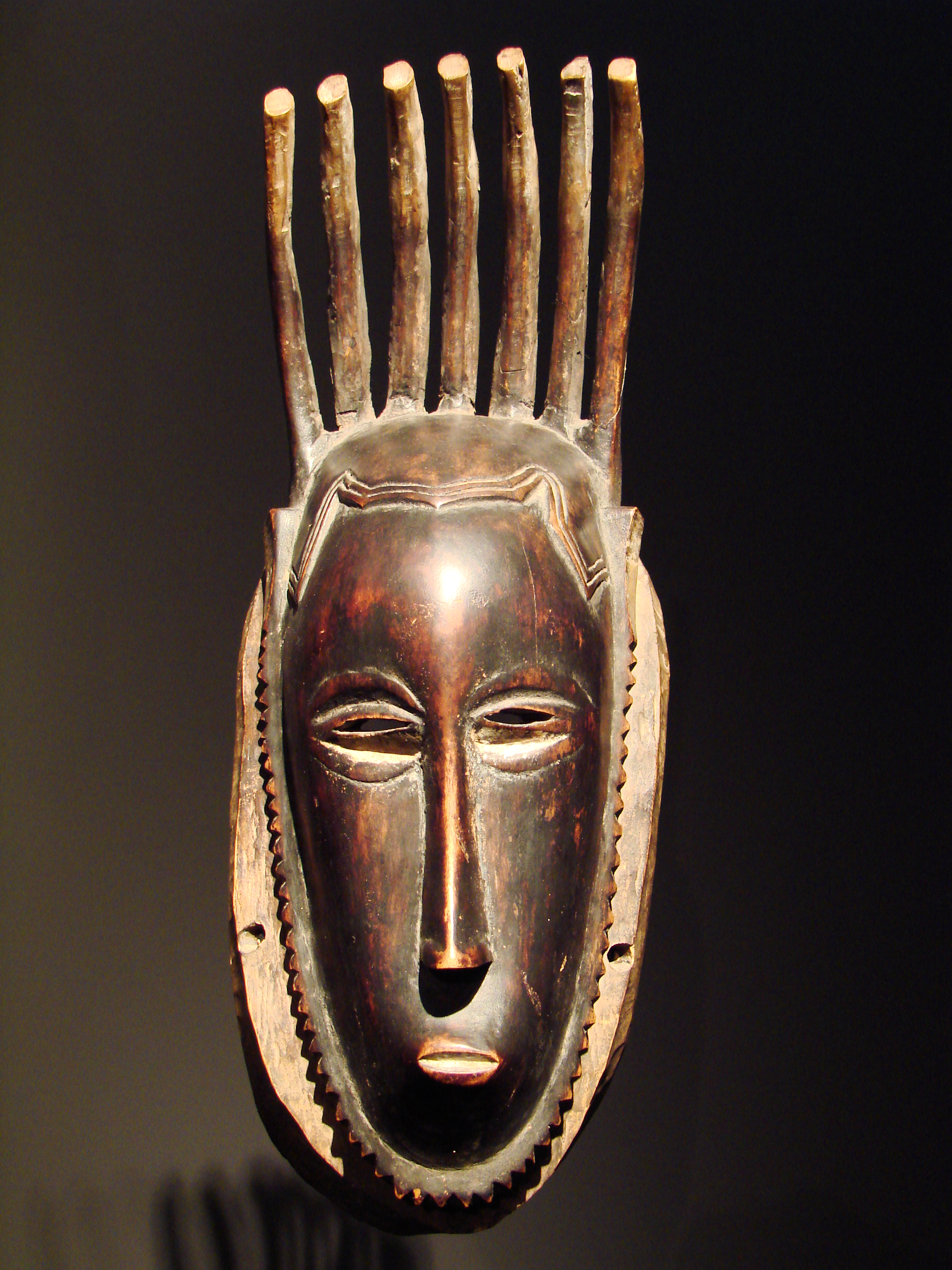
有七个角的古罗面具
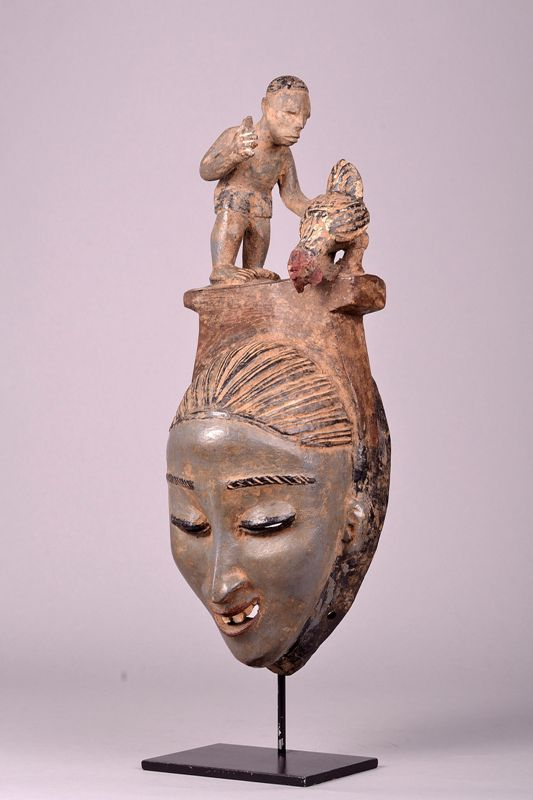
“弗拉里”（flali）面具，这种面具是20世纪70年代由面具雕刻师梭比波迪（Saou bi Boti）创造的，为一张漂亮的年轻女人的脸，用于娱乐的面具舞蹈
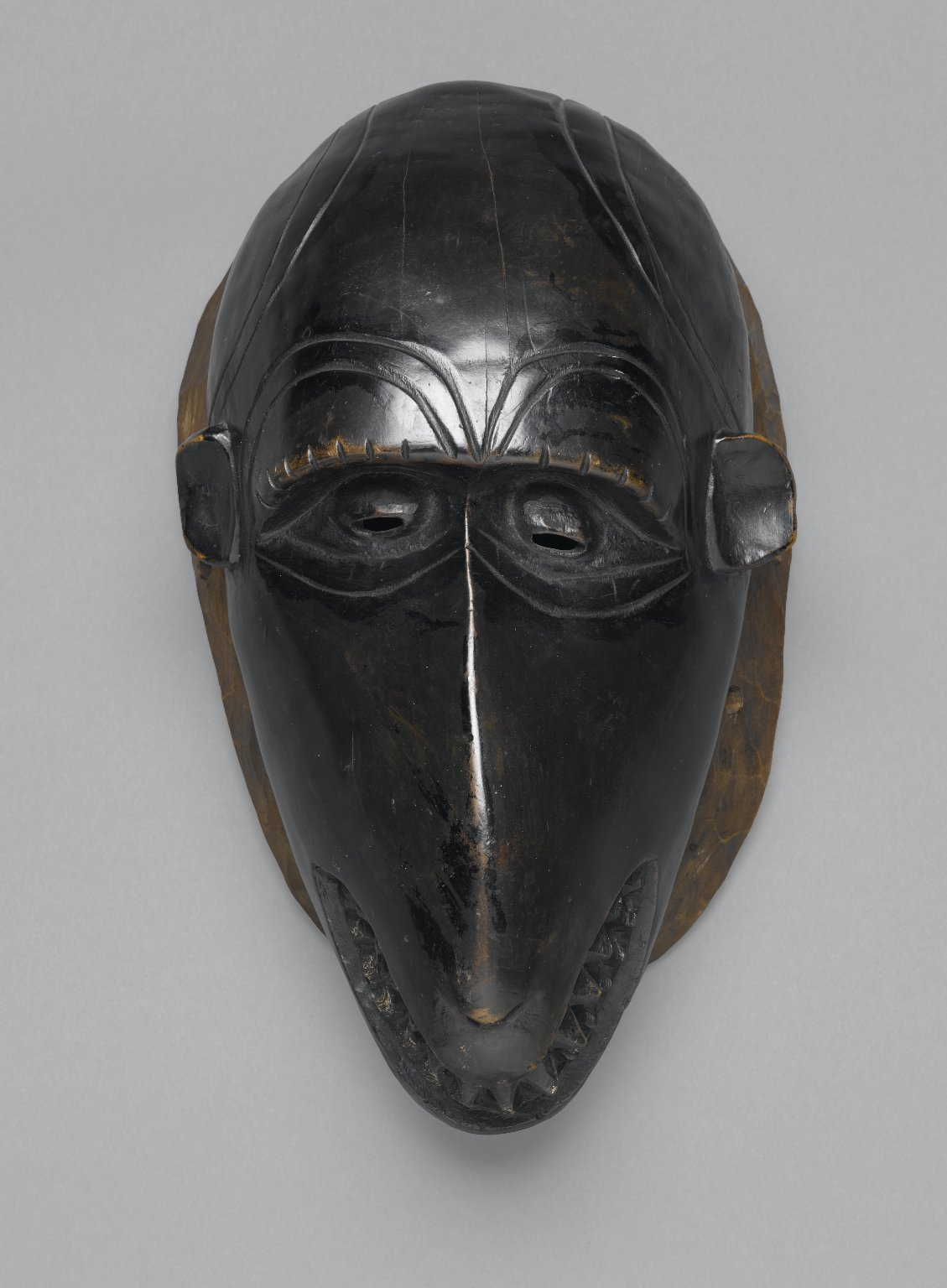
狒狒形象的面具
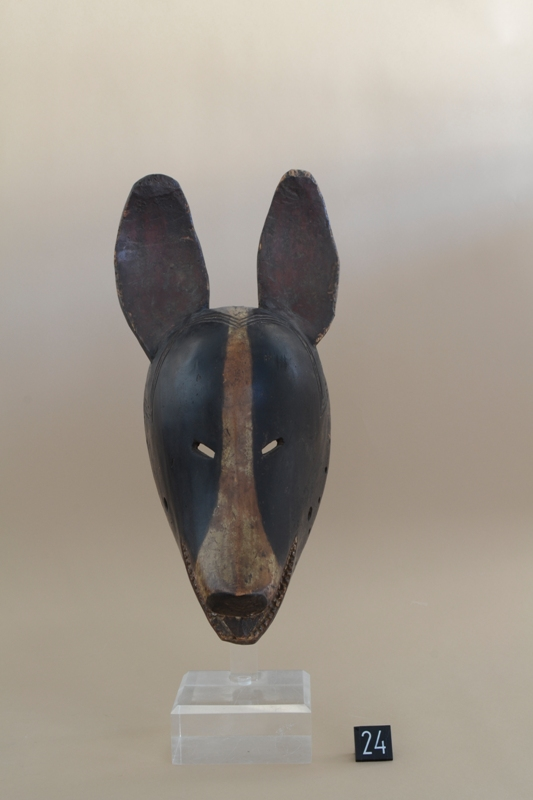
鬣狗形象的面具
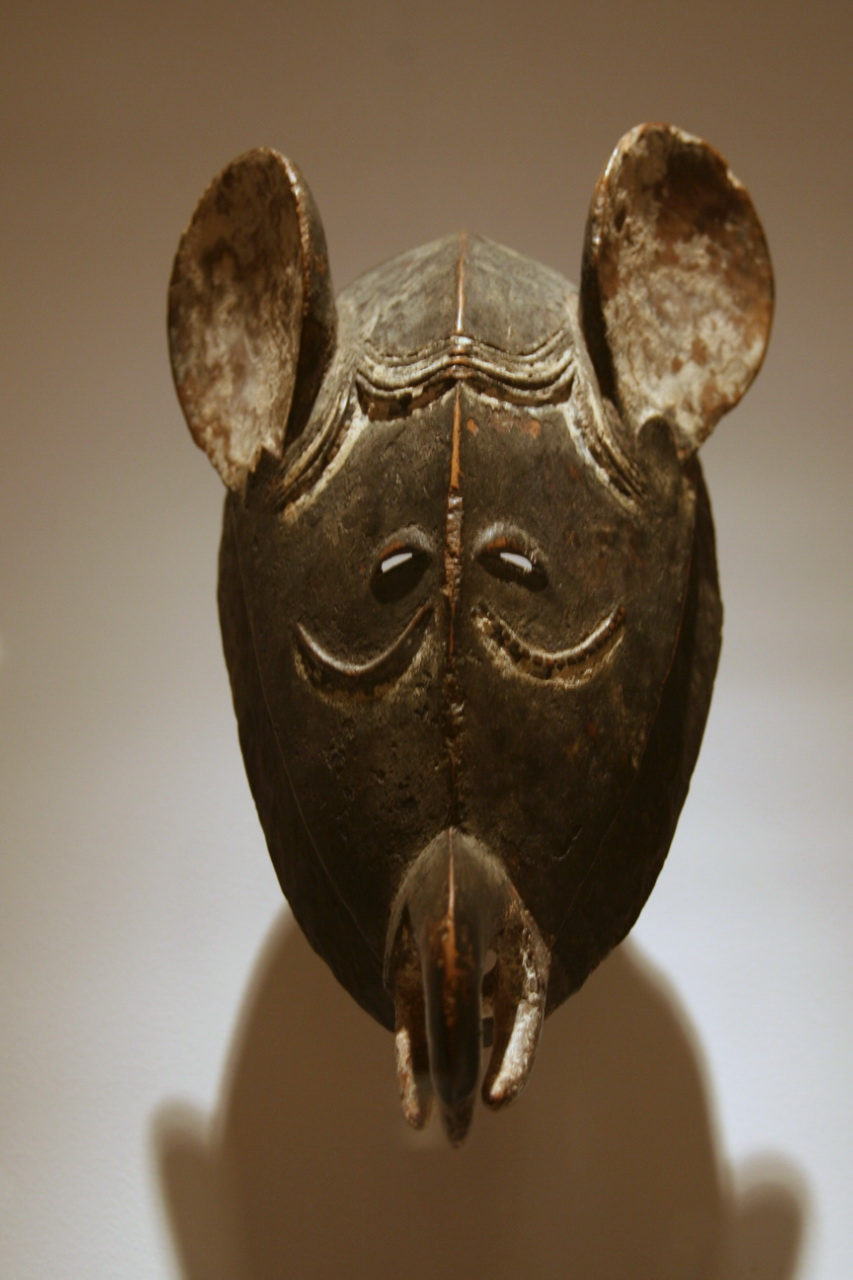
大象面具